# Ćwiczenie grupowe
Ćwiczenie grupowe – najprostsza forma ćwiczenia taktycznego oficerów i sztabów, podczas którego wszyscy uczestnicy występują jednocześnie w tej samej roli. Kierownik ćwiczenia grupowego występuje najczęściej w charakterze wyższego przełożonego lub sąsiada, informując szkolonych o przebiegu działań wojsk własnych i przeciwnika.

## Charakterystyka ćwiczenia
Cel
pogłębienie wiedzy teoretycznej oraz nauczenie i doskonalenie praktycznego rozwiązywania problemów taktycznych na szczeblach dowodzenia od batalionu/dywizjonu w dół, a także wykonywania pewnych czynności (zadań) dowódczych i sztabowych na określonym stanowisku (funkcji) służbowym.
Istota
wszyscy szkoleni występują w jednej roli (oficera operacyjnego, rozpoznania, wsparcia, itp.), rozwiązują te same zadania (problemy operacyjno-taktyczne) na tle jednolitej sytuacji bojowej. W ćwiczeniach grupowych dopuszczalne jest również tworzenie zespołów (sekcji), składających się z różnych osób funkcyjnych. Uczestnicy szkolenia występują wówczas w różnych, wyznaczonych im przez kierownika ćwiczenia, rolach i rozwiązują przydzielone im problemy (zadania).
Treść
planowanie, organizacja i prowadzenie działań operacyjno-taktycznych w różnych sytuacjach pola walki (konfliktu lub misji) przez określoną osobę funkcyjną.

## Prowadzenie ćwiczeń grupowych
Ćwiczenia grupowe składają się zwykle z jednego, lub kilku 2-6 godzinnych zajęć, podczas których uczestnicy:
- oceniają sytuację
- wypracowują decyzje
- przygotowują dokumenty bojowe
- prowadzą rekonesanse
- stawiają zadania wykonawcom itp.

Wypracowane przez ćwiczących koncepcje walki oraz formułowane, wrysowywane na mapę decyzje, rozkazy i zarządzenia są uzasadniane i poddawane dyskusji w zatrzymanym czasie operacyjnym.
Ćwiczenia grupowe, a w szczególności poszczególne zajęcia tych ćwiczeń prowadzone są według rozwiązań autorskich zgodnie z metodyką działania poszczególnych osób funkcyjnych. Zasadniczą metodą stosowaną w kolejnych zajęciach ćwiczeń jest metoda sytuacyjna i praktycznego działania. Stosowany może być też opis, pokaz i inne metody poglądowe.